# Leonardo III Tocco
Leonardo III Tocco foi o último governante do Epiro antes da conquista otomana, reinando de 1448 até 1479.

## Vida
Leonardo era filho de Carlos II Tocco, conde palatino de Cefalônia e Zacinto, duque de Lêucade e governador do Epiro, com Ramondina de Ventimiglia. Com a morte de seu pai em outubro de 1448, Leonardo o sucedeu, ainda menor de idade, em todos os seus domínios e reinou no Epiro a partir de Arta até 24 de março de 1449, quando a cidade foi tomada pelos otomanos.
Suas possessões no continente foram reduzidas a três fortalezas e Leonardo se estabeleceu em Angelocastro. Em 1460, esta cidade também caiu e apenas Vonitsa restava sob o controle de Leonardo, que se mudou para as ilhas. 
Em 1 de maio de 1463, Leonardo se casou com sua primeira esposa, Milica da Sérvia, uma filha de Lázaro Branković com Helena Paleóloga, que morreu no parto em 1464.
Em 1477, Leonardo casou-se novamente, desta vez com Francesca Marzano, uma neta ilegítima do rei Afonso de Nápoles. De acordo com William Miller, Leonardo acreditava que a República de Veneza não estenderia sua proteção aos seus domínios e este casamento foi uma tentativa de criar laços de parentesco com a casa governante do Reino de Nápoles para assegurar seu apoio. Porém, Veneza não tinha nenhum interesse no retorno da influência napolitana nas ilhas Jônicas e o casamento só o afastou ainda mais dos venezianos. Assim, quando os otomanos encontraram uma desculpa para invadir seu reino, Leonardo não ofereceu resistência nenhuma e fugiu com tudo o que tinha de valor, sua esposa e seus três filhos para Tarento e, depois, para Nápoles.
Um novo avanço turco em 1479 capturou Vonitsa e, depois, Cefalônia, Lêucade e Zacinto. Sem o Epiro e as ilhas Jônicas, Leonardo fugiu para o Reino de Nápoles, onde recebeu diversos feudos de Fernando I de Nápoles. Morreu por volta de 1499.

## Família
Com Milica da Sérvia, Leonardo teve apenas Carlos III Tocco (1464–1518), que sucedeu ao pai como monarca (titular) do Epiro (em Arta) e de Zacinto.
De Francesca, Leonardo teve cinco filhos, mas não se sabe em que ordem nasceram: Hipólita Tocco, Leonora Tocco (uma freira), Maria Tocco (que se casou com Pietro Talamanca), Pedro Tocco (que, acredita-se, morreu jovem) e Ramondina Tocco (que se casou com Antonio Maria Pico della Mirandola);.
Leonardo teve também pelo menos um filho ilegítimo, Ferrante Tocco (m. 1535). De acordo com Miller, ele serviu como embaixador da Espanha na corte de Henrique VII da Inglaterra em 1506. Benet Tocco, um filho de Ferrante, foi bispo de Girona entre 1572 e 1583 e serviu como bispo de Lleida de 1583 até morrer, dois anos depois.